# Henryk I z Szampanii
Henryk I Szczodry (ur. grudzień 1127, zm. 17 marca 1181) – hrabia Szampanii w latach 1152–1181. Najstarszy syn hrabiego Tybalda II (znanego również jako Tybald IV z Blois) i Matyldy, córki Engelberta II z Karyntii.
Henryk wziął udział w II krucjacie pod dowództwem króla Francji Ludwika VII. Wiózł list od Bernarda z Clairvaux do cesarza bizantyjskiego Manuela I Komnena. Był obecny również na naradzie możnych u króla Jerozolimy Baldwina III, 24 czerwca 1148 r., w Akce, na której zapadła decyzja o ataku na Damaszek.
Po śmierci ojca Henryk wybrał Szampanię, a inne starsze ziemie rodzinne takie jak Blois, Chartres, Sancerre i Châteaudun zostawił swoim młodszym braciom. W tamtym czasie było to coś niezwykłego, ponieważ tamte ziemie były bogatsze i lepiej utrzymane. Henryk musiał chyba przewidzieć ekonomiczne możliwości Szampanii, a w czasie jego rządów hrabstwo to osiągnęło status jednego z najzamożniejszych i najpotężniejszych posiadłości Francji. Było również liczącą się siłą militarną. Henryk mógł wystawić z hrabstwa 2000 rycerstwa.
Dwór Henryka był również centrum kultury. Wśród dworzan znajdowali się m.in. Walter Map i Stefan z Alinerre, który w 1176 r. został kanclerzem Szampanii.
W 1179 r. Henryk ponownie udał się do Jerozolimy razem z francuskimi rycerzami, m.in. ze swoim kuzynem Piotrem de Courtenay – bratem króla Ludwika VII, i Filipem de Dreux, biskupem Beauvais. Wracając do Europy, Henryk podążał przez terytoria Azji Mniejszej i tam został złapany oraz uwięziony przez Kilidża Arslana II, seldżuckiego sułtana Rumu. Bizantyjski cesarz zapłacił okup i Henryk został uwolniony, ale wkrótce zmarł.

## Małżeństwo i potomstwo
W 1164 r. Henryk poślubił Marię Francuską (1145 – 11 marca 1198), córkę króla Francji Ludwika VII Młodego i Eleonory Akwitańskiej. Henryk i Maria mieli razem dwóch synów i dwie córki:
- Scholastykę (zm. 1219), żonę Wilhelma IV de Macon
- Henryka II (29 lipca 1166 – 10 września 1197), hrabiego Szampani i króla Jerozolimy
- Marię (zm. 1204), żonę Baldwina I Flandryjskiego, cesarza łacińskiego
- Tybalda III (13 maja 1179 – 24 maja 1201), hrabiego Szampanii